# Bahnstrecke Lehrte–Hamburg-Harburg
| Bahnstrecke Lehrte–Harburg von 1899 | |                                       |                                       |
| Streckennummer (DB): | 1720 1153 (3. Gleis Lüneburg–Stelle) 1281 (4. Gleis Ashausen–Stelle) 1280/4 (Güterstrecken Stelle–Hamburg) |                                       |                                       |
| Kursbuchstrecke (DB): | 110 360.6.7; bis 2008: 360.3                                                                               |                                       |                                       |
| Kursbuchstrecke: | 186 (1934) 211 (1946) 109 (HH-Harburg – Lüneburg Gesamtverkehr 1946)                                       |                                       |                                       |
| Streckenlänge: | 153 km |                                       |                                       |
| Spurweite: | 1435 mm (Normalspur)                                                                                       |                                       |                                       |
| Streckenklasse: | D4 |                                       |                                       |
| Stromsystem: | 15 kV 16,7 Hz ~                                                                                            |                                       |                                       |
| Streckengeschwindigkeit: | 200 km/h                                                                                                   |                                       |                                       |
| Zugbeeinflussung: | PZB, LZB                                                                                                   |                                       |                                       |
| Zweigleisigkeit: | durchgehend insg. 4 Gleise: Maschen–Ashausen insg. 3 Gleise: Ashausen–Lüneburg                             |                                       |                                       |
| | |                                       |                                       |
| \| \| \| von Hamburg Hbf \| \| \| \| \| von Hamburg-Allermöhe \| \| \| \| \| von Hamburg Hbf (S-Bahn) \| \| \| \| \| von Cuxhaven \| \| \| \| 169,4 \| Hamburg-Harburg \| Hamburg-Harburg \| \| \| \| Bundesstraße 75 \| \| \| \| \| Hamburg-Harburg Bbf \| \| \| \| \| nach Wanne-Eickel \| \| \| \| \| (Überwerfungsbauwerk) \| \| \| \| \| \| \| \| \| \| Landesgrenze Hamburg/Niedersachsen \| \| \| \| 164,8 \| Meckelfeld Hp \| Meckelfeld Hp \| \| \| \| Meckelfeld (Abzw) \| \| \| \| 161,6 \| Maschen Pbf \| Maschen Pbf \| \| \| \| Maschen Rbf (vereinfacht dargestellt) \| \| \| \| \| Güterstrecke nach Buchholz \| \| \| \| \| (Überwerfungsbauwerk) \| \| \| \| 158,2 \| Stelle \| Stelle \| \| \| 154,9 \| Ashausen (ehem. Bf) \| Ashausen (ehem. Bf) \| \| \| 154,8 \| Ashausen Abzw \| Ashausen Abzw \| \| \| 150,5 \| Winsen (Luhe) \| Winsen (Luhe) \| \| \| \| Winsen (Luhe) Süd \| \| \| \| \| nach Niedermarschacht \| \| \| \| \| nach Hützel \| \| \| \| 143,6 \| Radbruch (ehem. Bf) \| Radbruch (ehem. Bf) \| \| \| 137,4 \| Bardowick Hp/Bardowick \| Bardowick Hp/Bardowick \| \| \| \| ehem. von Buchholz \| \| \| \| \| Lüneburger Industrie- und Hafenbahn \| \| \| \| \| Ilmenau \| \| \| \| 132,8 \| Lüneburg Nordkopf (Bft) \| Lüneburg Nordkopf (Bft) \| \| \| \| ehem. Verbindungskurve nach Lübeck \| \| \| \| \| Strecke von Lübeck \| \| \| \| 131,6 \| Lüneburg (West- bzw. Ostseite) \| Lüneburg (West- bzw. Ostseite) \| \| \| \| Verbindungsgleis \| \| \| \| 129,9 \| Lüneburg Gbf \| Lüneburg Gbf \| \| \| \| nach Soltau \| \| \| \| \| nach Dannenberg Ost \| \| \| \| 125,9 \| Deutsch Evern (PV bis Mai 1976) \| Deutsch Evern (PV bis Mai 1976) \| \| \| \| Ilmenau \| \| \| \| 118,6 \| Bienenbüttel \| Bienenbüttel \| \| \| 109,2 \| Bad Bevensen \| Bad Bevensen \| \| \| 102,7 \| Emmendorf \| Emmendorf \| \| \| \| ehem. von Dannenberg \| \| \| \| \| von Bremen \| \| \| \| 96,4 \| Uelzen \| Uelzen \| \| \| 95,8 \| Uelzen Gbf \| Uelzen Gbf \| \| \| \| nach Stendal \| \| \| \| \| Bundesstraße 71 \| \| \| \| \| Gerdau \| \| \| \| 90,2 \| Klein Süstedt \| Klein Süstedt \| \| \| 85,5 \| Suderburg \| Suderburg \| \| \| \| vom Werk Neulüß und Hohenrieth \| \| \| \| 73,2 \| Unterlüß \| Unterlüß \| \| \| 61,7 \| Eschede \| Eschede \| \| \| 50,9 \| Garßen \| Garßen \| \| \| \| Soltau–Celle \| \| \| \| \| Bundesstraße 3 \| \| \| \| \| von Soltau und von Wittingen \| \| \| \| \| Aller \| \| \| \| 44,1 \| Celle \| Celle \| \| \| 43,2 \| Celle Gbf \| Celle Gbf \| \| \| \| nach Schwarmstedt \| \| \| \| \| nach Hannover Hbf \| \| \| \| \| nach Gifhorn und nach Braunschweig \| \| \| \| 33,0 \| Ehlershausen \| Ehlershausen \| \| \| \| Bundesstraße 3 \| \| \| \| 28,9 \| Otze \| Otze \| \| \| \| Bundesstraße 188 \| \| \| \| \| Burgdorfer Kreisbahnen von Hänigsen \| \| \| \| 24,5 \| Burgdorf (Han) \| Burgdorf (Han) \| \| \| 19,1 \| Aligse \| Aligse \| \| \| \| Bundesautobahn 2 \| \| \| \| 16,8 \| Lehrte Nord \| Lehrte Nord \| \| \| \| Bundesstraße 443 \| \| \| \| \| nach/von Wunstorf \| \| \| \| \| von Hannover Hbf (S-Bahn) \| \| \| \| \| von Hannover Hbf \| \| \| \| 16,1 \| Lehrte \| Lehrte \| \| \| \| nach Nordstemmen (bis 1990) \| \| \| \| \| nach Berlin Hbf \| \| \| \| \| nach Braunschweig Hbf \| \| \| \| \| nach Nordstemmen (seit 1990) \| \| \| \| \| \| \| \| Quellen: [1][2][3] \| \| \| \| | |                                       |                                       |
| Strecke | | von Hamburg Hbf                       | von Hamburg Hbf                       |
| Strecke · Strecke | | von Hamburg-Allermöhe                 | von Hamburg-Allermöhe                 |
| Strecke · Strecke · Strecke (im Tunnel) | | von Hamburg Hbf (S-Bahn)              | von Hamburg Hbf (S-Bahn)              |
| Abzweig geradeaus und von rechts · Strecke · Strecke (im Tunnel) | | von Cuxhaven                          | von Cuxhaven                          |
| Turmbahnhof mit Tunnelstrecke · Kreuzung mit Tunnelstrecke · Strecke nach rechts (im Tunnel) | 169,4 | Hamburg-Harburg                       | Hamburg-Harburg                       |
| Strecke mit Straßenbrücke Streckenanfang · Strecke mit Straßenbrücke Streckenende | | Bundesstraße 75                       | Bundesstraße 75                       |
| Dienststation / Betriebs- oder Güterbahnhof · Dienststation / Betriebs- oder Güterbahnhof | | Hamburg-Harburg Bbf                   | Hamburg-Harburg Bbf                   |
| Abzweig geradeaus und nach rechts · Strecke | | nach Wanne-Eickel                     | nach Wanne-Eickel                     |
| Strecke nach halblinks · Strecke nach halbrechts | | (Überwerfungsbauwerk)                 | (Überwerfungsbauwerk)                 |
| Strecke von halblinks · Strecke von halbrechts | |                                       |                                       |
| Grenze · Grenze | | Landesgrenze Hamburg/Niedersachsen    | Landesgrenze Hamburg/Niedersachsen    |
| Strecke · Haltepunkt / Haltestelle | 164,8 | Meckelfeld Hp                         | Meckelfeld Hp                         |
| | | Meckelfeld (Abzw)                     |                                       |
| Strecke · Bahnhof | 161,6 | Maschen Pbf                           | Maschen Pbf                           |
| Dienststation / Betriebs- oder Güterbahnhof · Strecke | | Maschen Rbf (vereinfacht dargestellt) | Maschen Rbf (vereinfacht dargestellt) |
| Abzweig geradeaus und nach rechts · Strecke | | Güterstrecke nach Buchholz            | Güterstrecke nach Buchholz            |
| Abzweig geradeaus und nach links · Kreuzung geradeaus unten · Strecke von rechts | | (Überwerfungsbauwerk)                 | (Überwerfungsbauwerk)                 |
| Bahnhof · Bahnhof · Dienststation / Betriebs- oder Güterbahnhof | 158,2 | Stelle                                | Stelle                                |
| Haltepunkt / Haltestelle · Strecke · Haltepunkt / Haltestelle | 154,9 | Ashausen (ehem. Bf)                   | Ashausen (ehem. Bf)                   |
| Strecke · Abzweig geradeaus und von links · Strecke nach rechts | 154,8 | Ashausen Abzw                         | Ashausen Abzw                         |
| Bahnhof · Bahnhof | 150,5 | Winsen (Luhe)                         | Winsen (Luhe)                         |
| Strecke · Strecke · Kopfbahnhof Streckenanfang | | Winsen (Luhe) Süd                     | Winsen (Luhe) Süd                     |
| Strecke · Strecke · Abzweig geradeaus und nach links | | nach Niedermarschacht                 | nach Niedermarschacht                 |
| Kreuzung geradeaus unten · Kreuzung geradeaus unten · Strecke nach rechts | | nach Hützel                           | nach Hützel                           |
| Haltepunkt / Haltestelle · Haltepunkt / Haltestelle | 143,6 | Radbruch (ehem. Bf)                   | Radbruch (ehem. Bf)                   |
| Haltepunkt / Haltestelle · Bahnhof | 137,4 | Bardowick Hp/Bardowick                | Bardowick Hp/Bardowick                |
| Abzweig geradeaus und von rechts · Strecke | | ehem. von Buchholz                    | ehem. von Buchholz                    |
| Kreuzung geradeaus oben · Kreuzung geradeaus oben | | Lüneburger Industrie- und Hafenbahn   | Lüneburger Industrie- und Hafenbahn   |
| Brücke über Wasserlauf · Brücke über Wasserlauf | | Ilmenau                               | Ilmenau                               |
| Dienststation / Betriebs- oder Güterbahnhof · Dienststation / Betriebs- oder Güterbahnhof | 132,8 | Lüneburg Nordkopf (Bft)               | Lüneburg Nordkopf (Bft)               |
| Strecke · Abzweig geradeaus und ehemals nach links | | ehem. Verbindungskurve nach Lübeck    | ehem. Verbindungskurve nach Lübeck    |
| Strecke · Abzweig geradeaus und von links | | Strecke von Lübeck                    | Strecke von Lübeck                    |
| Bahnhof · Bahnhof | 131,6 | Lüneburg (West- bzw. Ostseite)        | Lüneburg (West- bzw. Ostseite)        |
| Abzweig geradeaus und nach links · Abzweig geradeaus und von rechts | | Verbindungsgleis                      | Verbindungsgleis                      |
| Strecke · Dienststation / Betriebs- oder Güterbahnhof | 129,9 | Lüneburg Gbf                          | Lüneburg Gbf                          |
| Abzweig geradeaus und nach rechts · Strecke | | nach Soltau                           | nach Soltau                           |
| Strecke nach links · Kreuzung geradeaus unten | | nach Dannenberg Ost                   | nach Dannenberg Ost                   |
| Dienststation / Betriebs- oder Güterbahnhof | 125,9 | Deutsch Evern (PV bis Mai 1976)       | Deutsch Evern (PV bis Mai 1976)       |
| Brücke über Wasserlauf | | Ilmenau                               | Ilmenau                               |
| Bahnhof | 118,6 | Bienenbüttel                          | Bienenbüttel                          |
| Bahnhof | 109,2 | Bad Bevensen                          | Bad Bevensen                          |
| ehemaliger Bahnhof | 102,7 | Emmendorf                             | Emmendorf                             |
| Abzweig geradeaus und von links | | ehem. von Dannenberg                  | ehem. von Dannenberg                  |
| Strecke von rechts · Strecke | | von Bremen                            | von Bremen                            |
| Bahnhof · Bahnhof | 96,4 | Uelzen                                | Uelzen                                |
| Dienststation / Betriebs- oder Güterbahnhof · Dienststation / Betriebs- oder Güterbahnhof | 95,8 | Uelzen Gbf                            | Uelzen Gbf                            |
| Strecke nach links · Kreuzung geradeaus oben | | nach Stendal                          | nach Stendal                          |
| Strecke mit Straßenbrücke | | Bundesstraße 71                       | Bundesstraße 71                       |
| Brücke über Wasserlauf | | Gerdau                                | Gerdau                                |
| Dienststation / Betriebs- oder Güterbahnhof | 90,2 | Klein Süstedt                         | Klein Süstedt                         |
| Bahnhof | 85,5 | Suderburg                             | Suderburg                             |
| Abzweig geradeaus und von rechts | | vom Werk Neulüß und Hohenrieth        | vom Werk Neulüß und Hohenrieth        |
| Bahnhof | 73,2 | Unterlüß                              | Unterlüß                              |
| Bahnhof | 61,7 | Eschede                               | Eschede                               |
| Dienststation / Betriebs- oder Güterbahnhof | 50,9 | Garßen                                | Garßen                                |
| Kreuzung geradeaus unten | | Soltau–Celle                          | Soltau–Celle                          |
| Strecke mit Straßenbrücke | | Bundesstraße 3                        | Bundesstraße 3                        |
| Abzweig geradeaus und von links | | von Soltau und von Wittingen          | von Soltau und von Wittingen          |
| Brücke über Wasserlauf | | Aller                                 | Aller                                 |
| Kopfbahnhof Streckenanfang · Bahnhof | 44,1 | Celle                                 | Celle                                 |
| Dienststation / Betriebs- oder Güterbahnhof · Dienststation / Betriebs- oder Güterbahnhof | 43,2 | Celle Gbf                             | Celle Gbf                             |
| Abzweig geradeaus und ehemals nach rechts · Strecke | | nach Schwarmstedt                     | nach Schwarmstedt                     |
| Strecke nach rechts · Strecke | | nach Hannover Hbf                     | nach Hannover Hbf                     |
| Abzweig geradeaus und ehemals nach links | | nach Gifhorn und nach Braunschweig    | nach Gifhorn und nach Braunschweig    |
| Bahnhof | 33,0 | Ehlershausen                          | Ehlershausen                          |
| Strecke mit Straßenbrücke | | Bundesstraße 3                        | Bundesstraße 3                        |
| Haltepunkt / Haltestelle | 28,9 | Otze                                  | Otze                                  |
| Strecke mit Straßenbrücke | | Bundesstraße 188                      | Bundesstraße 188                      |
| Abzweig geradeaus und ehemals von links | | Burgdorfer Kreisbahnen von Hänigsen   | Burgdorfer Kreisbahnen von Hänigsen   |
| Bahnhof | 24,5 | Burgdorf (Han)                        | Burgdorf (Han)                        |
| Haltepunkt / Haltestelle | 19,1 | Aligse                                | Aligse                                |
| Strecke mit Straßenbrücke | | Bundesautobahn 2                      | Bundesautobahn 2                      |
| Dienststation / Betriebs- oder Güterbahnhof | 16,8 | Lehrte Nord                           | Lehrte Nord                           |
| Brücke | | Bundesstraße 443                      | Bundesstraße 443                      |
| Abzweig geradeaus, nach rechts und von rechts | | nach/von Wunstorf                     | nach/von Wunstorf                     |
| Abzweig geradeaus und von rechts | | von Hannover Hbf (S-Bahn)             | von Hannover Hbf (S-Bahn)             |
| Abzweig geradeaus und von rechts | | von Hannover Hbf                      | von Hannover Hbf                      |
| Bahnhof | 16,1 | Lehrte                                | Lehrte                                |
| Abzweig geradeaus und ehemals nach rechts | | nach Nordstemmen (bis 1990)           | nach Nordstemmen (bis 1990)           |
| Abzweig geradeaus und nach links | | nach Berlin Hbf                       | nach Berlin Hbf                       |
| Abzweig geradeaus und nach links | | nach Braunschweig Hbf                 | nach Braunschweig Hbf                 |
| Strecke | | nach Nordstemmen (seit 1990)          | nach Nordstemmen (seit 1990)          |
| | |                                       |                                       |
| Quellen: | |                                       |                                       |

Die Bahnstrecke Lehrte–Hamburg-Harburg ist sowohl für den Personen- als auch den Güterverkehr eine der wichtigsten Eisenbahnstrecken Niedersachsens. Während im Personenfernverkehr zwischen Hannover und Hamburg seit den 1960er Jahren anstatt des Abschnitts Lehrte–Celle die Bahnstrecke Hannover–Celle genutzt wird, hat die Strecke im Güterverkehr auf gesamter Länge eine hohe Bedeutung.
Durch den Bau der Niederelbebahn wurde die Strecke nach Cuxhaven verlängert. Offiziell ist die Verbindung Lehrte–Hamburg-Harburg damit heute Teil der Bahnstrecke Lehrte–Cuxhaven.

## Geschichte

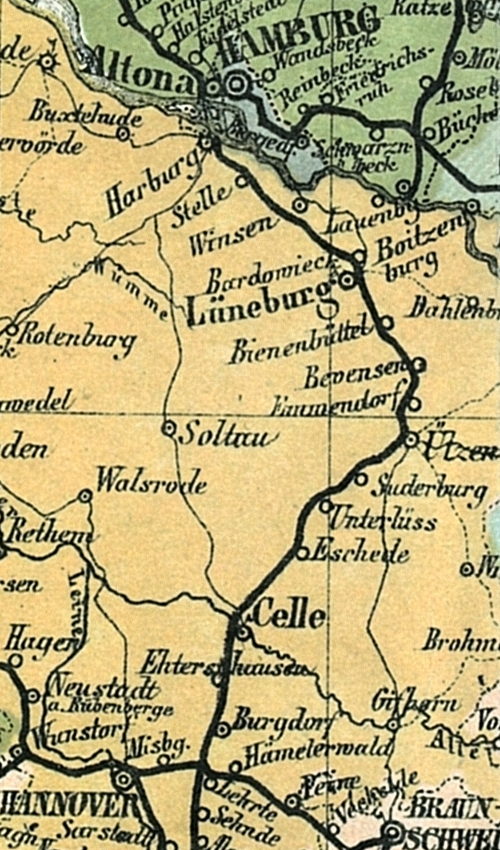
Strecke Lehrte–Harburg (1861)

### Hannover
Der Abschnitt Lehrte–Celle wurde als nördlicher Ast der „Kreuzbahn“ von den Königlich Hannöverschen Staatseisenbahnen zusammen mit den Bahnstrecken Hannover–Braunschweig und Lehrte–Hildesheim geplant und am 15. Oktober 1845 eröffnet. Mittelpunkt dieser Strecken war der Bahnhof Lehrte als wichtigster Eisenbahnknoten im Königreich Hannover.
Am 1. Mai 1847 folgte die Verlängerung in die (damals hannoversche) Stadt Harburg. Bereits 1837 wurde die Trassierung dieses Abschnitts in vier Varianten geprüft – eine der ersten Wirtschaftlichkeitsuntersuchungen des deutschen Eisenbahnwesens.

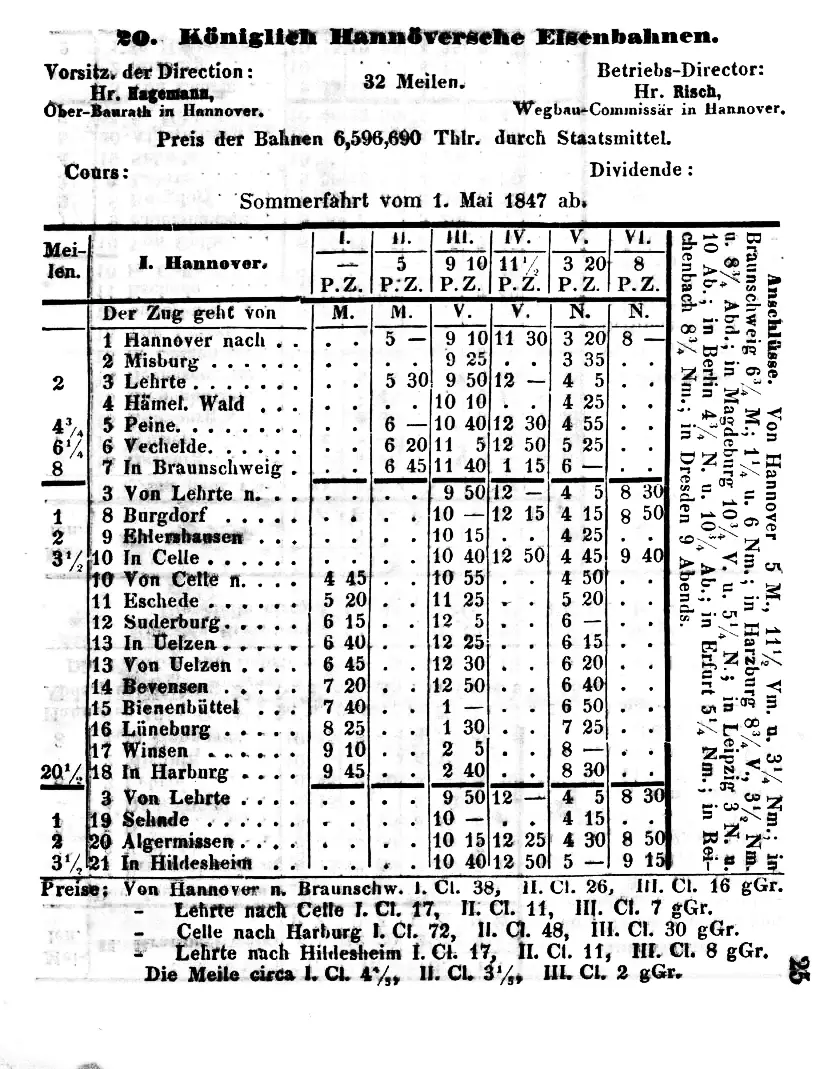
Ab Hannover 1847

Die Strecke wurde zunächst eingleisig eröffnet, der Oberbau allerdings schon für zweigleisigen Betrieb vorbereitet. Das zweite Gleis wurde abschnittsweise gelegt: 1853/54 Celle – Eschede, 1857/58 Lehrte – Celle und Winsen – Harburg, 1860/61 Lüneburg – Bardowick, 1862/63 Bienenbüttel – Lüneburg, 1864/65 Bevensen – Bienenbüttel und Bardowick – Winsen, 1867 Suderburg – Uelzen – Bevensen und 1869 Eschede – Suderburg. Aufgrund des flachen Geländes waren die Trassierungsparameter günstig: 40,560 Kilometer der 154,505 Kilometer von Lehrte bis Harburg lagen waagerecht, 32,377 Kilometer hatten Steigung oder Gefälle geringer als 1:600 und 81,564 Kilometer Steigung oder Gefälle zwischen 1:600 und 1:300, letzterer war der höchste Steigungsgrad. 118,556 Kilometer waren gerade verlegt, 26,788 Kilometer mit einem Radius zwischen 4,674 Kilometer (1000 Ruten) bis 1,869 Kilometer (400 Ruten) und nur 9,155 Kilometer mit einem Radius zwischen 1,869 Kilometer (400 Ruten) und 701 Meter (150 Ruten), der damit der geringste Streckenradius war.

### Preußen

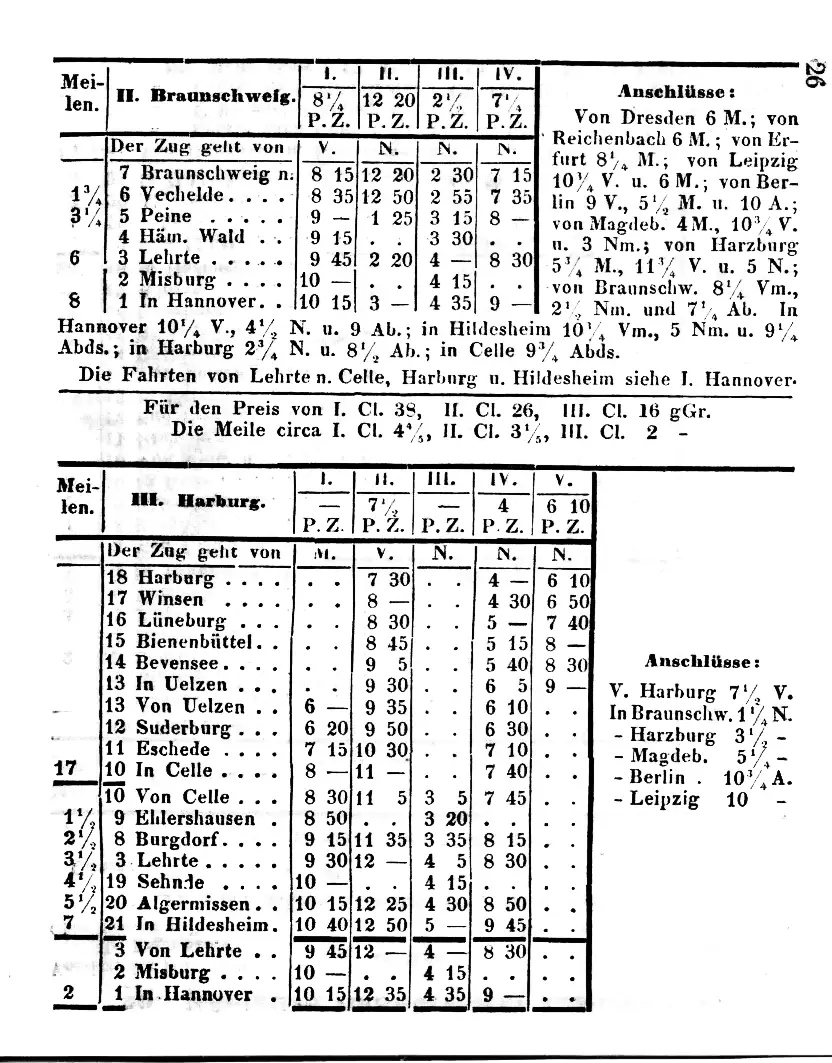
Ab Harburg 1847

Harburg war damals noch der hannoversche Konkurrenzhafen zum Hamburger Hafen. Eine Eisenbahnverbindung über die Elbe existierte lange nicht.

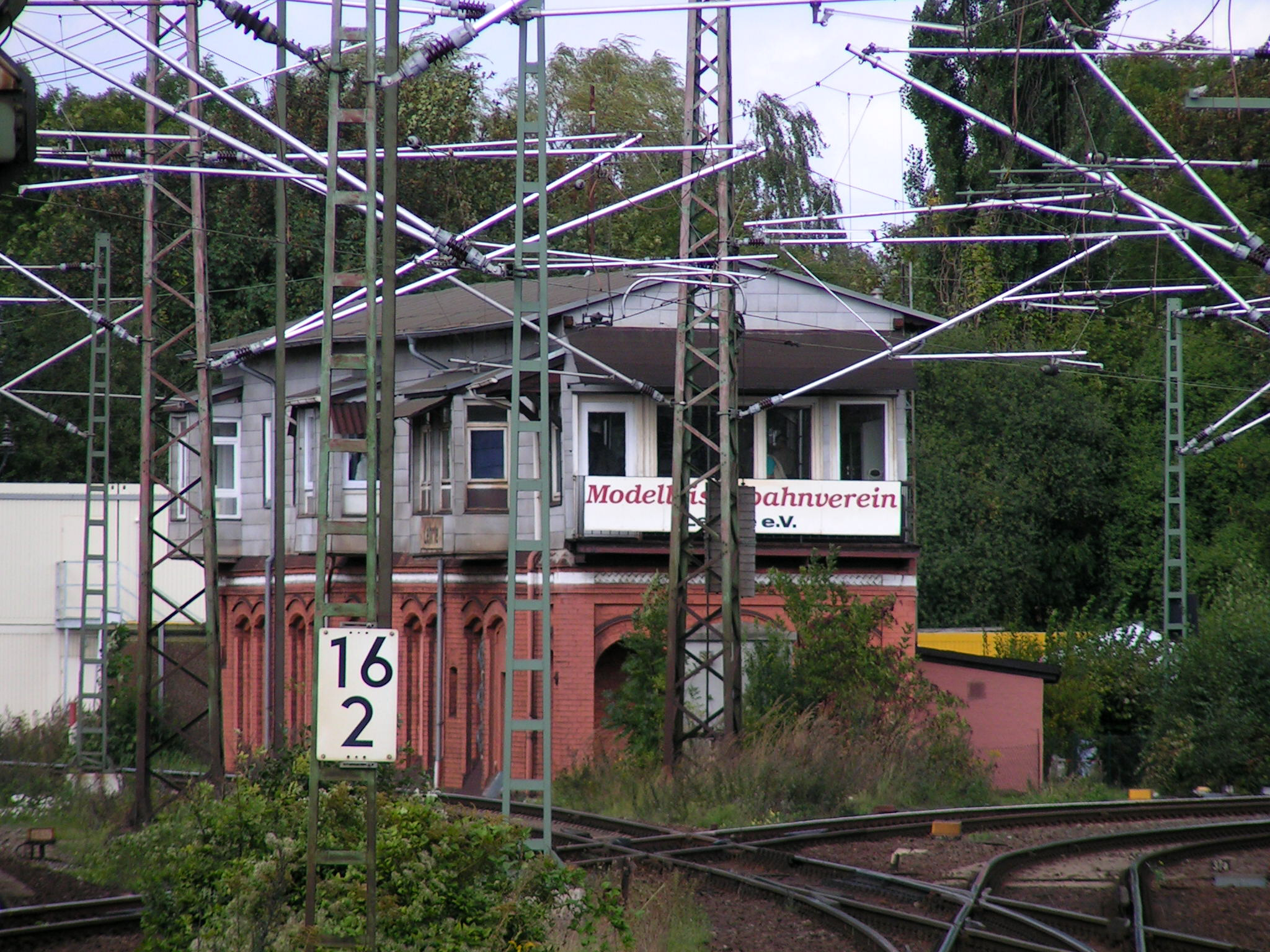
Streckenanfang in Lehrte: rechts nach Celle, links nach Hannover

Ab 1864 konnte im Güterverkehr Hamburg mit dem Umweg über das Trajekt Lauenburg–Hohnstorf erreicht werden. Den Personenverkehr bedienten Fähren von Harburg nach Hamburg. Die Elbbrücke von Harburg nach Hamburg wurde bald nach der Reichseinigung 1872 fertiggestellt. Verantwortlich für den Bau der Brücke war die Köln-Mindener Eisenbahn-Gesellschaft, die bereits 1866 von der preußischen Regierung den Zuschlag für den Bau einer Verbindung von Wanne-Eickel über Münster, Osnabrück, Bremen und Harburg nach Hamburg (im Zuge der sogenannten „Rollbahn“) erhalten und noch vor der Reichsgründung mit deren Bau begonnen hatte. Bis zur Annexion Hannovers nach dem Krieg von 1866 war neben dieser direkten Bahnlinie auch der u. a. von Preußen und Hamburg gewünschte Bau von Elbbrücken stets am Widerstand des Königreichs Hannover gescheitert. Im Zuge dieser Annexion fielen auch die Königlich Hannoverschen Staatsbahnen und somit die Verbindung Harburg–Hannover an Preußen. Die zuständige Königliche Eisenbahndirektion Hannover blieb unter preußischer Verwaltung und Verlust ihrer bisherigen Bezeichnung bestehen. Bis 1906 wurde in Hamburg der Hannoversche Bahnhof angefahren, als er durch den Hauptbahnhof ersetzt wurde.
Weitere Verbindungs- und Anschlussstrecken waren die Amerikalinie, die Strecken Gifhorn Stadt–Celle und Celle–Schwarmstedt–Wahnebergen, die Bahnstrecke Wittenberge–Buchholz, mehrere Strecken der SinON sowie die Bahnstrecken Celle–Braunschweig, Lübeck–Lüneburg und Uelzen–Dannenberg.
Der Haltepunkt Otze wurde 1896 eröffnet.

### Knoten Hannover/Lehrte
Die Einführung in den Bahnhof Lehrte von Westen machte es nötig, dass alle Züge zwischen Hannover und Celle in Lehrte einen Fahrtrichtungswechsel machen. Auf der Relation Hamburg–Kassel war im weiteren Verlauf in Hannover ein weiterer Richtungswechsel notwendig.
Mit dem Bau der Güterumgehungsbahn Hannover wurde auch eine direkte Verbindung zur Bahnstrecke Hannover–Lehrte gebaut und am 1. Mai 1906 eröffnet; sie machte eine Umfahrung des Personenbahnhofs Lehrte möglich. Am 6. April 1965 wurde der elektrische Betrieb eröffnet.
Schon 1913 war mit dem Bau der Verbindung von Langenhagen an der Heidebahn nach Celle begonnen worden. Diese Verbindung sollte eine Einführung der Züge von Hamburg aus westlicher Richtung nach Hannover ermöglichen, so dass Züge Richtung Kassel ohne Kopfmachen verkehren können. Durch den Ersten Weltkrieg wurde der Bau aber eingestellt und danach fehlte erst einmal das Geld für den Weiterbau. So waren auf dem fertig gestellten Stück nur Vierbeiner anzutreffen, was zum Spitznamen „Hasenbahn“ führte.
Erst am 15. Mai 1938 wurde die Strecke für den durchgehenden Verkehr eröffnet. Seitdem konnten Züge von Hamburg nach Süddeutschland ohne den Umweg über Lehrte und Kopfmachen in Hannover verkehren. Allerdings war diese Strecke erst seit 2. November 1964 zweigleisig befahrbar, so dass bis dahin weiterhin viele Personenzüge über Lehrte bzw. an Lehrte vorbeifuhren. Der Streckenabschnitt nach Lehrte blieb im Güterverkehr von Bedeutung. Dort schließt sich die Güterumgehungsbahn Hannover an.
Seit dem 6. April 1965 ist die Strecke durchgängig elektrifiziert.

### S-Bahn Hannover
Für die S-Bahn Hannover wurden vor dem Start im Jahr 2000 auf dem Abschnitt Lehrte–Celle die Bahnsteige auf eine Höhe von 76 Zentimeter erhöht und modernisiert. Im November 2000 wurde die erste S-Bahn-Linie auf der Strecke eingeführt. Sie fuhr damals als Linie S3 zwischen Hannover und Celle mit Fahrtrichtungswechsel im Bahnhof Lehrte (heute S7). Neben der S-Bahn-Linie verkehrte bis Dezember 2008 eine direkte Regional-Express-Linie zwischen Hannover und Celle ohne Halt in Lehrte. Diese Linie wurde im Dezember 2008 von lokbespannten Zügen mit n-Wagen auf Elektrotriebzüge umgestellt und in das S-Bahn-Netz integriert (heute S6).

## Streckenverlauf
Der Knotenbahnhof Lehrte als Ausgangspunkt liegt in der Norddeutschen Tiefebene, genauer im Grenzbereich zwischen Braunschweig-Hildesheimer Lößbörde und Burgdorf-Peiner Geest. Nordwestlich geht es dann geradlinig westlich der Burgdorfer Aue über Burgdorf weiter nach Celle, wo die Aller und ihre Niederung überquert werden. Etwas stärker östlich Richtung Uelzen strebend, wird nun der Lüß landschaftlich durchmessen und Uelzen sowie die Senke der Ilmenau erreicht werden. Bis Bienenbüttel hält sich die Bahnstrecke westlich (links) der Ilmenau und des Elbe-Seitenkanals, kreuzt den Fluss und gelangt, immer noch im östlichen Teil der Lüneburger Heide, in die Stadt Lüneburg. Durch den Südsaum der Elbmarschen an den Schwarzen Bergen wurde die Trassierung dann nordöstlich gewählt, wobei bei Harburg, wo sich die Strecke nordwärts weiter über die Süderelbe begibt, noch die Harburger Berge tangiert werden.

## Streckenausbau

### Erste Neubauplanungen
In einer ab Oktober 1962 erarbeiteten Studie schlug die Gruppe für allgemeine Studien die Einrichtung einer „Schnellstverkehrsstrecke“ zwischen Hamburg und Hannover vor. Die mit 200 km/h befahrbare Neubaustrecke sollte 27 Kilometer kürzer als die Bestandsstrecke sein und die Reisezeit auf 60 Minuten verkürzen.
Mitte der 1960er Jahre wurden zwei insgesamt 104 km lange Neubaustrecken erwogen. In Verbindung mit einer neuen, nahezu geraden Strecke zwischen Hamburg-Harburg und Celle war eine Umgehung von Lehrte vorgesehen, mit der von Norden kommende Züge ohne Fahrtrichtungswechsel in Richtung Süden und Westen hätten fahren können. Für einen ebenfalls angedachten durchgehenden Ausbau auf 200 km/h hätten die Bahnhöfe Lüneburg und Uelzen weit umfahren werden müssen. Verworfen wurde auch die Idee einer direkten Neubaustrecke, da damit das nördlich von Hannover liegende große Einzugsgebiet der städtischen Trinkwasserversorgung durchschnitten worden wäre.

### Ausbau auf 200 km/h
Um 1970 fanden auf der Strecke umfangreiche Versuchsfahrten statt, mit denen die Bedingungen für regelmäßigen Zugverkehr mit 200 km/h erforscht werden sollten.
Der Bundesverkehrswegeplan 1973 führte die Ausbaustrecke Hamburg – Uelzen – Hannover als eines von acht geplanten Ausbauvorhaben im Bereich der Schienenwege. In dessen Fortschreibung, dem Koordinierten Investitionsprogramm für die Bundesverkehrswege von 1977 war die Ausbaustrecke Hannover–Hamburg als eines von sechs Ausbauvorhaben enthalten.
Im Bundesverkehrswegeplan 1980 war die Ausbaustrecke eines von 13 Ausbauvorhaben der Stufe I, die bis 1990 realisiert werden sollten. 1983 wurden für den Ausbau 0,9 Milliarden D-Mark kalkuliert (Preisstand Januar 1983).
Als erster Ausbauabschnitt für 200 km/h ging der 78,4 Kilometer lange Abschnitt Celle–Uelzen zusammen mit der Strecke zwischen Langenhagen und Celle zwischen 1978 und 1984 abschnittsweise in Betrieb. 1984 folgte der 20,3 Kilometer lange Abschnitt Bevensen–Lüneburg für 200 km/h, im Jahr 1987 schließlich der 32,5 Kilometer lange Abschnitt Lüneburg–Meckelfeld. Bei Unterlüß sowie bei Bienenbüttel musste dazu neu trassiert werden.
Am 13. August 1980 stellte die Lokomotive 120 002 mit 231 km/h zwischen Celle und Uelzen einen neuen Weltrekord für Drehstromfahrzeuge auf. Im April 1975 hatte bereits ein Gasturbinen-Triebwagen der DB-Baureihe 602 zwischen Uelzen und Celle mit 217 km/h einen neuen deutschen Geschwindigkeitsrekord für Brennkraftfahrzeuge aufgestellt.
Der Bundesverkehrswegeplan 1985 führte die Ausbaustrecke im vordringlichen Bedarf als Überhang. Von geschätzten Gesamtkosten von 185 Mio. DM (zum Preisstand von 1983) waren bis Ende 1985 167 Mio. DM verausgabt worden. Den Schwerpunkt der Investitionen bildeten weitere 13 Linienverbesserungen mit Gesamtkosten von 95 Millionen DM; die längste Linienverbesserung entstand auf einer Länge von 6,5 Kilometer bei Unterlüß für 43 Millionen DM. Mit dem Maßnahmenpaket sollte nahezu durchgängig eine Höchstgeschwindigkeit von 200 km/h ermöglicht werden. Ausgenommen waren Linienverbesserungen im Bereich der Bahnhöfe Celle, Uelzen und Lüneburg, die im Bundesverkehrswegeplan 1985 als Teil des Projekts ABS Maschen–Lehrte im Abschnitt Planungen enthalten waren.
Zwischen 1986 und 1989 wurden weitere 26 Mio. DM für den Ausbau verausgabt. Die Gesamtkosten wurden zum Preisstand von 1989 auf 187 Mio. DM geschätzt.

### Transrapid
Ende der 1980er Jahre war Hannover–Hamburg, neben Essen–Bonn, als Anwendungsstrecke für den Transrapid vorgeschlagen worden. Als Endhalte wurden Hamburg Hauptbahnhof und Hamburg-Altona erwogen, verbunden mit Über- bzw. Unterquerungen der Elbarme.
Bereits im August 1988 hatte der Niedersächsische Landtag eine solche Transrapidstrecke abgelehnt. Zuvor hatten sich bereits zahlreiche Landkreise gegen die geplante Referenzstrecke ausgesprochen. Nach einer Prognose von 1988 sollte durch die Magnetbahn eine jährliche Verkehrsleistung von 581 Millionen Personenkilometer erreicht werden, der Großteil davon als Verlagerung vom Fernverkehr auf dieser Achse.

### Weiterer Ausbau
1992 gehörte der Abschnitt zwischen Hamburg-Harburg und Celle (132 km) zu den fünf Strecken, die vorrangig mit CIR-ELKE-Hochleistungsblock ausgerüstet werden sollten.

### Ausbau Lüneburg–Stelle

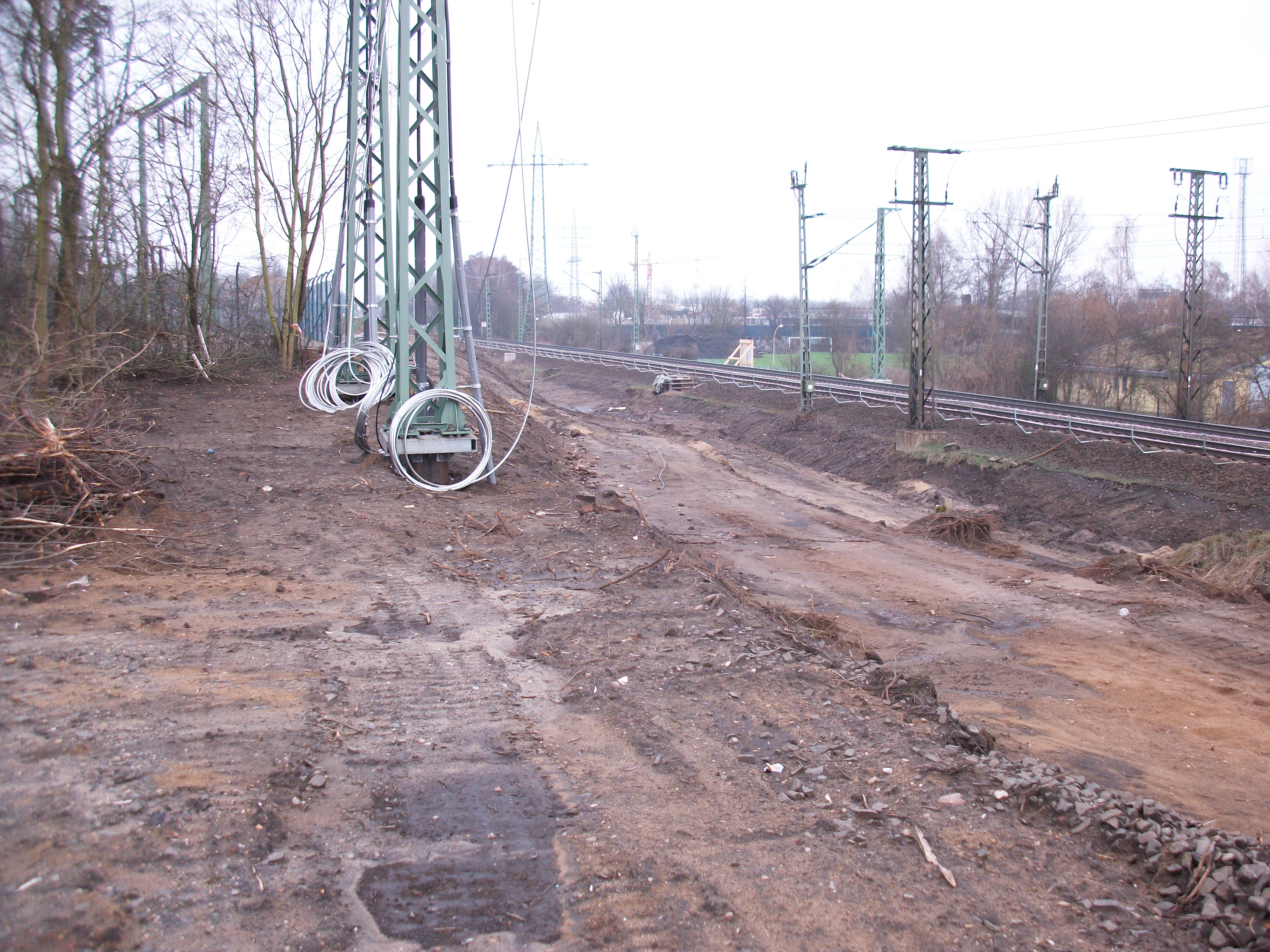
Bau des dritten Gleises am Unterwerk Lüneburg

Auf einer Länge von 27,3 km zwischen Stelle (Einmündung der Gleise vom Rangierbahnhof in Maschen) und Lüneburg war 2001 der Bau eines dritten Gleises geplant. Am 17. August 2001 verpflichtete sich das Land Niedersachsen, die Planungskosten für einen Streckenausbau mit 15,6 Millionen D-Mark vorzufinanzieren. Ohne Vorfinanzierung hätten die Planungen erst ab 2003 begonnen werden können.
Ursprünglich sollte das dritte Gleis ab 2004 errichtet werden, die abschnittsweise Inbetriebnahme war zwischen Mitte 2007 und Mitte 2008 geplant. Die Planfeststellungsbeschlüsse wurden jedoch erst zwischen 2008 und 2011 erlassen. Abweichend vom ursprünglichen Vorhaben wurde zwischen Ashausen und Stelle zusätzlich ein viertes Gleis gebaut.
Durchgeführte Maßnahmen sind:
- Neubau von 35 km Gleis für Geschwindigkeiten bis 200 km/h[27]
- Neubau von 45 km Oberleitung bzw. Auflösung von Querfeldern[28]
- Neubau bzw. Erweiterung von 46 Brücken bzw. Durchlässen[28]
- Neubau von zwei Elektronischen Stellwerken ESTW-A in Winsen und Bardowick, Unterzentrale in Lüneburg sowie Ausrüstung der Strecke[28]
- Anpassung der bestehenden Spurplanstellwerke in Stelle und Lüneburg[28]
- Neubau bzw. Erweiterung von Verkehrsstationen in Radbruch, Bardowick, Winsen und Ashausen[28]
- Ausführung von aktiven Schallschutzmaßnahmen[28]; teilweise waren bis zu sechs Meter hohe Lärmschutzwände erforderlich[27]

Der erste Spatenstich fand am 8. Oktober 2009 im Abschnitt 4 (Lüneburg) statt. Die Inbetriebnahme sollte schrittweise zwischen 2012 und 2015 erfolgen. Im Abschnitt 1 (Stelle–Ashausen) wurde der viergleisige Betrieb im Dezember 2011 aufgenommen; in den Abschnitten 3 und 4 (nördlich von Radbruch–Lüneburg) der dreigleisige Betrieb im Dezember 2012. Die feierliche Inbetriebnahme der gesamten Ausbaustrecke fand am 10. Juli 2014 statt.
2001 war mit Gesamtkosten von 383 Millionen D-Mark gerechnet worden. Im Januar 2009 schrieb die Deutsche Bahn AG zwei Abschnitte des dreigleisigen Ausbaus aus, einschließlich eines viergleisigen Abschnitts zwischen Stelle und Ashausen. Die geschätzten Kosten des zwischen Oktober 2009 und Juli 2012 laufenden Auftrages lagen bei 255 Millionen Euro (ohne Umsatzsteuer). Im Jahr 2012 betrugen die geplanten Gesamtinvestitionskosten 280 Millionen Euro. Im Jahr 2013 wurde mit rund 246 Millionen Euro Bundes- und rund 48 Millionen Euro EU-Mitteln gerechnet. Die Investitionen betrugen schließlich insgesamt rund 350 Millionen Euro; sie wurden vom Bund, EU (EFRE), DB und Land Niedersachsen aufgebracht.

### Heutige Situation
Am 5. Dezember 2012 wurde der Streckenabschnitt Uelzen–Stelle von der Deutschen Bahn zum „überlasteten Schienenweg“ erklärt. Laut einer Mitte der 2010er Jahre gefertigten Engpassanalyse des Bundesverkehrsministeriums sei insbesondere der Streckenabschnitt zwischen Celle und Lüneburg mit 140 Zügen pro Tag überlastet, zwischen Nienburg und Verden läge die Überlast bei 60 Zügen. Mit einer Auslastung von 126 Prozent galt die Strecke 2011 als überlastet; Züge müssen in besonders engen Abständen fahren. An einem Referenztag (11. Januar 2022) wurden je Abschnitt und Richtung zwischen 83 und 194 Zügen gezählt. Ein im Entwurf vorgelegter Plan sieht insbesondere eine Reihe von Infrastrukturmaßnahmen vor, darunter neue Bahnsteige, Weichen und Überholgleise. Im November 2022 wurde ein fortgeschriebener Entwurf eines Plans zur Erhöhung der Schienenwegkapazität (PEK) vorgelegt.

### Planungen
In den 1990er Jahren begann die Deutsche Bahn mit Planungen für die sogenannte Y-Trasse. Die als Y angeordneten Neubaustrecken sollten Hannover mit Bremen und Hamburg verbinden und die Strecken Celle–Hamburg-Harburg und Wunstorf–Bremen entlasten. Gegen das Projekt bildeten sich Bürgerinitiativen, die das Vorhaben ablehnten, weshalb 2015 das Dialogforum Schiene Nord gebildet wurde, in dem alternative Aus- und Neubauprojekte diskutiert werden sollten. Mit Alpha-E wurde eine Variante ohne Neubaustrecken empfohlen, die jedoch von Kritikern als nicht ausreichend eingeschätzt wird. Zwischen Hamburg und Hannover war in der ursprünglichen Variante nur ein drittes Gleis zwischen Uelzen und Lüneburg vorgesehen. Für den Bundesverkehrswegeplan 2030 wurde darauf aufbauend vom Bundesverkehrsministerium das Projekt Optimiertes Alpha-E + Bremen entwickelt, das zwischen Hannover und Hamburg nicht mehr zwingend einen reinen Ausbau der Bestandsstrecken vorsieht, sondern von sogenannten Ortsumfahrungen ausgeht. Für das Teilprojekt „ABS/NBS Hamburg–Hannover“ schloss die Deutsche Bahn Ende 2022 die Vorplanung im Wesentlichen ab. Die Ergebnisse der Vorplanung wurden im Juli 2025 veröffentlicht. Vorzugsvariante ist eine Neubaustrecke zwischen Celle und Meckelfeld.
Der Streckenabschnitt zwischen Hamburg und Maschen soll bis 2025 mit ETCS ausgerüstet werden. Der Abschnitt zwischen Maschen und Uelzen soll im Zuge des „Starterpakets“ der Digitalen Schiene Deutschland, als Teil des TEN-Kernnetzkorridors Skandinavien–Mittelmeer, bis 2030 mit Digitalen Stellwerken und ETCS ausgerüstet werden.
Im dritten Gutachterentwurf des Deutschlandtakts ist ein Umbau des Knotens Maschen – Stelle – Ashausen in einer Weise unterstellt, so dass 2 Züge parallel und niveaufrei sowohl in das außenliegende Gleis als auch in das innenliegende Gleis der Strecke Hamburg – Lüneburg ein- und ausfahren können. Dafür sind, zum Preisstand von 2015, Investitionen von 155 Millionen Euro vorgesehen.
Die Strecke zwischen Hannover und Hamburg ist für die sogenannte „Generalsanierung“ vorgesehen, bei der innerhalb einer einzelnen längeren Sperrung anstehende Baumaßnahmen gebündelt werden sollen. Der ursprünglich angesetzte Termin im ersten Halbjahr 2026 wurde auf Vorschlag des Niedersächsischen Ministeriums für Wirtschaft, Bauen, Verkehr und Digitalisierung auf das erste Halbjahr 2029 verschoben, um Planungszeit für weitere kapazitätserweiternde Maßnahmen zu gewinnen. Der niedersächsische Verkehrsminister Olaf Lies erhofft sich, so Teile von Alpha-E umsetzen zu können. Nach Einschätzung des Bundesministeriums für Digitales und Verkehr seien dennoch unabhängig davon weitere Aus- bzw. Neubaumaßnahmen notwendig. Im Jahr 2026 (1. Mai bis 10. Juli) sollen vorab mehrere Bauarbeiten an der Strecke durchgeführt werden, unter anderem soll ein neues Elektronisches Stellwerk in Uelzen errichtet werden. Die Bahnhöfe Langenhagen Mitte, Großburgwedel, Suderburg und Stelle erhalten eine Bahnsteigsanierung.
Im Zuge der Generalsanierung erhält der Bahnhof Uelzen einen neuen Bahnsteig an Gleis 105 und der Bahnhof Bienenbüttel ein 740 m langes Ausweichgleis, im Bahnhof Lüneburg wird der Bahnsteig an Gleis 204/205 verlängert und die Westseite wieder zweigleisig ausgebaut.

## Verkehr und Tarif

### Celle–Hamburg-Harburg
Auf dem Abschnitt Celle–Hamburg-Harburg verkehren Intercity-Express-, Intercity- und Metronom-Züge. Daneben besteht ein dichter Güterverkehr. Zwischen Suderburg und Hamburg gilt der Tarif des HVV, jedoch bis einschließlich Bad Bevensen nur für Zeitkarten.

### Lehrte–Celle
Der Abschnitt Lehrte–Celle wird heute im Nahverkehr durch zwei stündlich verkehrende S-Bahn-Linien bedient, die zwischen Hannover Hbf und Celle verkehren. Die Linie S 7 fährt dabei über Lehrte, wo fünf Minuten Aufenthalt aufgrund eines Fahrtrichtungswechsels bestehen. Die Linie S 6 umfährt Lehrte ohne Halt über eine Verbindungskurve.
Im Personenfernverkehr wird dieser Abschnitt nicht regulär befahren. Fernverkehrszüge nutzen stattdessen südlich von Celle die Bahnstrecke Hannover–Celle über Langenhagen, was eine Weiterfahrt in südliche Richtung ohne Fahrtrichtungswechsel ermöglicht. Diese Strecke ist teilweise für eine Geschwindigkeit von 200 km/h ausgebaut.
Zwischen Lehrte und Ehlershausen gilt der Tarif des GVH, der Landkreis Celle ist über einen speziellen Zeitkartentarif mit dem GVH verbunden.

## Unfälle

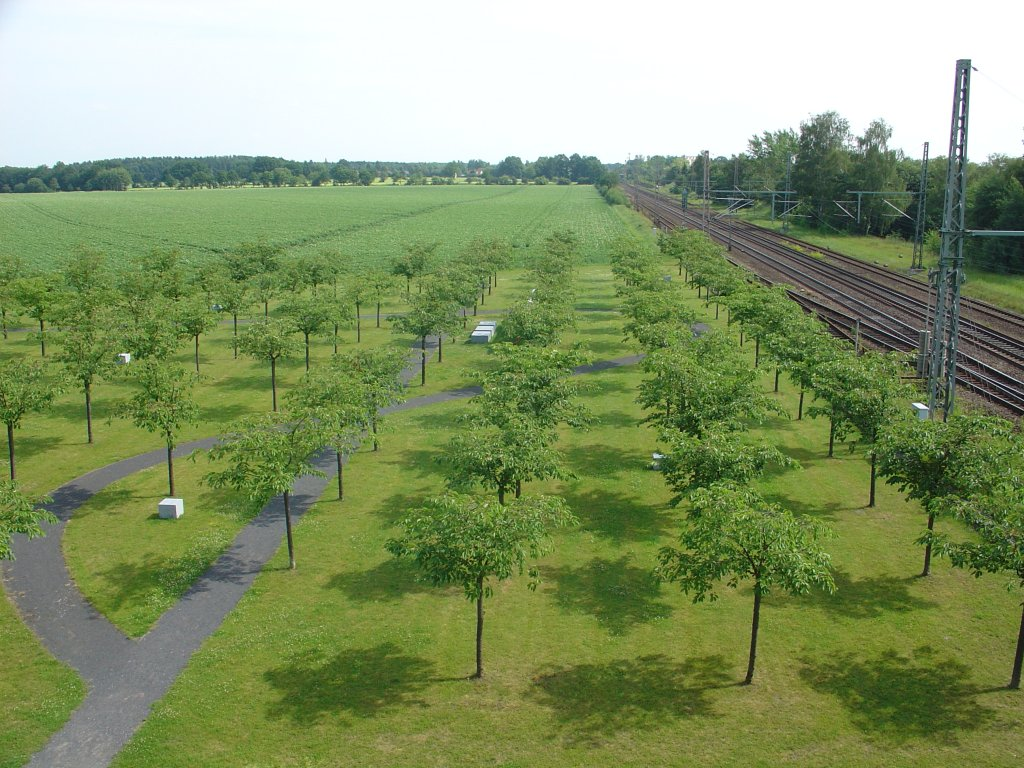
Gedenkstätte in Eschede

- Am 23. Juli 1947 begegneten sich auf freier Strecke der P 782 und der Sgb 5509. Der Verschluss einer Tür eines in dem Güterzug mitlaufenden Kühlwagens war defekt und diese stand dadurch offen. Den damaligen Gegebenheiten entsprechend fuhren viele Reisende des Personenzuges auf den Trittbrettern der Personenwagen mit. Die offen stehende Tür des Güterwagens riss eine Anzahl dieser Reisenden vom Zug. 11 Menschen starben, weitere 12 wurden verletzt.[43]
- Am 5. Juni 1970 verunglückte in Celle im Bereich des südlichen Bahnhofsvorfeldes, in Höhe des Abzweiges der Bahnstrecke Celle–Wahnebergen, vor der Bahnüberführung der Tangente, der D 47 „Konsul“ bei einer Geschwindigkeit von 155 km/h. Fünf Tote und 40 Verletzte waren die Folge. Die Ursache war unsachgemäße Gleisreparatur.[44]
- Am 3. Juni 1998 entgleiste in unmittelbarer Nähe des Bahnhofs Eschede der ICE „Wilhelm Conrad Röntgen“, rammte den Pfeiler einer Straßenbrücke und brachte dadurch die Fahrbahnplatte zum Einsturz. Dabei kamen 101 Menschen ums Leben. Auslöser der Katastrophe war ein durch Materialermüdung gebrochener Radreifen.

- Am 29. September 1999 entgleisten die letzten drei Wagen des ICG 50049 bei Winsen infolge eines gebrochenen Radlagers. In der Folge kam es zunächst zu Voll- mit anschließender Teilsperrung, die am 5. Oktober 1999 wieder aufgehoben wurde. Ein entgegenkommender Reisezug konnte rechtzeitig angehalten werden. Der Sachschaden am Oberbau wurde auf drei Millionen D-Mark geschätzt. Es war die vierte Entgleisung eines Wagens der Gattung Hbbills der Italienischen Staatsbahn im Jahr 1999; die DB erließ ein Beförderungsverbot für diese Wagen.[45]
- Am 17. November 2001 kam es in Bienenbüttel beinahe zu einem Unfall. Der Lokführer eines ICE sollte einen liegen gebliebenen Güterzug im Gegengleis überholen. Dabei befuhr er eine für 80 km/h zugelassene Weichenverbindung mit 185 km/h, ohne zu entgleisen. Als Ursache wird die fehlerhafte Ausführung einer Schaltungsänderung vermutet, in deren Ablauf die Geschwindigkeit von 60 auf 80 km/h angehoben wurde. Durch eine vergessene Ausfallüberwachung des Geschwindigkeitsanzeigers signalisierte der Streckenrechner der Linienzugbeeinflussung die für gerade Durchfahrten zugelassene Geschwindigkeit von 200 km/h, statt der abzweigend zugelassenen 80 km/h.[46]